# Episodi di Wings (serie televisiva 1990) (sesta stagione)
La sesta stagione della serie televisiva Wings è stata trasmessa in anteprima negli Stati Uniti d'America dalla NBC tra il 20 settembre 1994 e il 23 maggio 1995.
| nº | Titolo originale                                           | Titolo italiano | Prima TV USA      | Prima TV Italia |
| -- | ---------------------------------------------------------- | --------------- | ----------------- | --------------- |
| 1  | Whose Wife Is It Anyway?                                   |                 | 20 settembre 1994 |                 |
| 2  | Twisted Sister                                             |                 | 27 settembre 1994 |                 |
| 3  | The Shrink                                                 |                 | 4 ottobre 1994    |                 |
| 4  | The Spark and How to Get It                                |                 | 11 ottobre 1994   |                 |
| 5  | The Waxman Cometh                                          |                 | 18 ottobre 1994   |                 |
| 6  | Is That a 10 Foot Sandwich or Are You Just Glad to See Me? |                 | 1º novembre 1994  |                 |
| 7  | All's Fare                                                 |                 | 8 novembre 1994   |                 |
| 8  | Miss Jenkins                                               |                 | 15 novembre 1994  |                 |
| 9  | If It's Not One Thing, It's Your Mother                    |                 | 22 novembre 1994  |                 |
| 10 | The Wrong Stuff                                            |                 | 29 novembre 1994  |                 |
| 11 | Insanity Claus                                             |                 | 13 dicembre 1994  |                 |
| 12 | She's Baaack                                               |                 | 3 gennaio 1995    |                 |
| 13 | Have I Got a Couple for You                                |                 | 10 gennaio 1995   |                 |
| 14 | Fools Russian                                              |                 | 31 gennaio 1995   |                 |
| 15 | Let's Call the Whole Thing Off                             |                 | 7 febbraio 1995   |                 |
| 16 | Remembrance of Flings Past (Part 1)                        |                 | 9 febbraio 1995   |                 |
| 17 | Remembrance of Flings Past (Part 2)                        |                 | 14 febbraio 1995  |                 |
| 18 | Gone But Not Faygotten                                     |                 | 21 febbraio 1995  |                 |
| 19 | Ex, Lies and Videotape                                     |                 | 28 febbraio 1995  |                 |
| 20 | Portrait of the Con Artist as a Young Man                  |                 | 21 marzo 1995     |                 |
| 21 | The Love Life and Times of Joe and Helen                   |                 | 4 aprile 1995     |                 |
| 22 | A House to Die For                                         |                 | 2 maggio 1995     |                 |
| 23 | Nuptials Off                                               |                 | 9 maggio 1995     |                 |
| 24 | Et Tu, Antonio?                                            |                 | 16 maggio 1995    |                 |
| 25 | Boys Just Wanna Have Fun                                   |                 | 23 maggio 1995    |                 |
| 26 | Here It Is: The Big Wedding                                |                 | 23 maggio 1995    |                 |